# Tè Pu'er
Pu'er, Pu-erh, Puer, Po Lei o Bolay (普洱茶S, Pǔ'ěr cháP) è una varietà di tè postfermentato prodotto in Cina nella provincia dello Yunnan.
La postfermentazione è una tecnica di produzione del tè in cui le foglie di tè subiscono un processo di fermentazione microbica dopo che sono state essiccate e laminate. Questa è una specialità cinese ed è a volte indicato come tè nero. Ci sono un paio di province diverse ognuna con alcune regioni che producono tè nero di diverse varietà.  Quelli prodotti nello Yunnan sono generalmente denominati Pu'er, riferendosi al nome della contea di Pu'er che era usata come posto di scambio per il tè nero durante la Cina imperiale.
Il tè Pu'er è disponibile come foglie sfuse o in varie forme compresse (vedi mattonella di tè). Vi è anche la differenziazione in base alla lavorazione delle materie prime: tipo crudo (shēng 生) e tipo stagionato (shú 熟).  Il tipo “shú” si riferisce a quelle varietà che sono passate attraverso un post-processo di fermentazione corretto, mentre il tipo “shēng”  sono le varietà che sono in procinto di oscuramento graduale attraverso l'esposizione agli elementi ambientali. Alcune selezioni da entrambi i tipi possono essere conservate per farli maturare prima del consumo. Questo è il motivo per cui alcuni sono etichettati con l'anno e la zona di produzione.

## Introduzione e storia
Rendere scure le foglie di tè per gli scambi con i gruppi etnici delle frontiere ha una lunga storia in Cina. Questi tè grezzi erano di varie origini e dovevano essere a basso costo. Il tè scuro è ancora la bevanda principale dei gruppi etnici ai confini sud-ovest e, fino al primi anni ‘90, è stato la terza più importante categoria di tè prodotti dalla Cina, soprattutto per questo segmento di mercato.
Non vi era stato alcun processo standardizzato per la produzione di tè pu'er fino agli anni ’50 del dopoguerra, quando fu un improvviso aumento della domanda di Hong Kong a causa della concentrazione di profughi dalla terraferma. Negli anni ‘70, il processo di miglioramento è stato riportato nello Yunnan per un ulteriore sviluppo, che ha portato ai vari stili di produzione di oggi.
Negli ultimi decenni, è diventato più comune per il tè grezzo per essere venduto come un prodotto finito prima di essere reso scuro. Questo si chiama sheng cha o "tè crudo". Le foglie di tè erano oscurate gradualmente attraverso l'esposizione agli elementi ambientali durante la conservazione. Al tipo effettivamente postfermentato è quindi stato dato un nome relativo, shu cha, o tè "stagionato". Selezioni appropriate di pu'er sia sheng cha che shu cha, possono maturare per acquisire un gusto migliore.

## Produzione
Tutti i tipi di tè Pu'er provengono dal máochá (毛茶), un tè verde non ossidato prodotto da una varietà di Camellia sinensis a foglia grande che si trova nelle montagne dello Yunnan del sud. Il máochá può essere sottoposto a maturazione per diversi mesi prima di essere compresso per produrre il Pu'er stagionato (comunemente noto come Pu'er cotto), oppure essere direttamente compresso per produrre Pu'er a foglie sciolte.
Mentre il Pu'er crudo non invecchiato e non trasformato è tecnicamente un tipo di tè verde, Il Pu'er maturato o invecchiato è stato erroneamente classificato come una sottocategoria del tè nero a causa del colore rosso scuro delle sue foglie e del liquore. Tuttavia, il tè Pu'er in entrambe le sue forme ha subito un'ossidazione secondaria o fermentazione causata sia da organismi in crescita nel tè che dall'ossidazione dei radicali liberi, rendendolo così un unico tipo di tè.
Il tè postfermentato (黑茶 hēichá, tè nero) è una delle sei classi dei tè cinesi e il Pu'er è classificato a volte come tè nero (definito come postfermentato), anche se alcuni non sono d'accordo e sostengono che il tè Pu'er andrebbe in una categoria a parte. Dal 2008 solo la varietà a foglia grande dello Yunnan può essere chiamata tè Pu'er.

### Schema della lavorazione del Pu'er
La lavorazione del Pu'er è tipicamente effettuata attraverso le seguenti fasi:
- Verde / crudo (青普): fissaggio al sole (晒青) > arrotolatura (揉捻) > essiccatura al sole (晒干)
- Scuro / cotto (熟普): fissaggio al sole (晒青) > arrotolatura (揉捻) > accatastamento e umidificazione (渥堆)> essiccatura al sole (晒干)
- Processo aggiuntivo: sia il Pu'er verde sia quello scuro possono essere compressi in forme e invecchiati.

Il Pu'er maturo (熟普) è prodotto nello stesso modo del Pu'er crudo (青普) con l'aggiunta della fase di accatastamento e umidificazione (渥堆), un processo simile al compostaggio.

### Pu'er crudo e máochá
Dopo la raccolta delle foglie tenere adatte, il primo passo nella produzione del pu'er crudo o stagionato è la conversione della foglia in máochá (青毛茶 qīngmáochá o 毛茶 máochá, letteralmente "tè grezzo naturale" o "tè grezzo", rispettivamente). Le foglie raccolte vengono trattate con cautela per evitare ossidazioni e ammaccature indesiderate. Tempo permettendo, le foglie sono poi sparse ad appassire al sole o in uno spazio ventilato per rimuovere parte del contenuto di acqua. In giornate nuvolose o piovose, le foglie saranno appassite da luci riscaldanti, una leggera differenza di trattamento che influenzerà la qualità del maocha risultante e del Pu'er. Il processo di appassimento può essere ignorato del tutto a seconda dell'operatore.
Le foglie sono poi asciugate in un grande wok (padella cinese) nel processo chiamato "uccisione del verde" (杀青 shāqīng), che arresta l'attività degli enzimi nella foglia e impedisce l'ulteriore ossidazione.  Con l'ossidazione enzimatica interrotta, le foglie possono poi essere arrotolate, stropicciate, e formate attraverso diversi passaggi. Le foglie così formate sono quindi preferibilmente essiccate al sole e poi raccolte manualmente in modo da rimuovere le foglie rovinate. Una volta asciutto, il maocha può essere inviato direttamente alla fabbrica per essere pressato nel pu'er crudo, o sottoporsi a ulteriori lavorazioni per produrre il pu'er stagionato.  A volte il maocha è invecchiato non compresso e venduto nella sua maturità come Pu'er crudo invecchiato a foglie sciolte.
Il tè Pu'er crudo  (cinese: 生茶; pinyin: shēngchá o: 青茶; pinyin: qīngchá), conosciuto anche come "pu'er crudo" o "pu'er verde (naturale)", è semplicemente foglie di tè máochá che sono state compresse nella loro forma definitiva senza ulteriori trattamenti.

### Pu'er stagionato

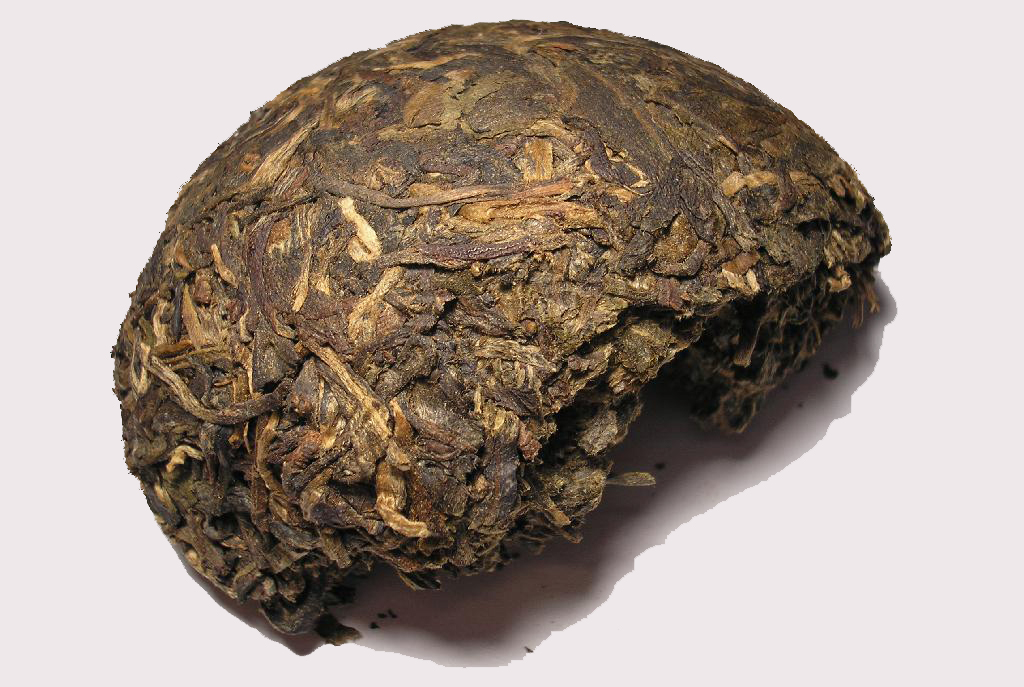
Pu'er stagionato, si noti il tono di arancio-bruno delle foglie più leggere a causa del processo di fermentazione.

Il tè Pu'er stagionato (cinese: 熟茶; pinyin: shúchá) è maocha pressato che è stato appositamente lavorato per imitare il pu'er crudo invecchiato. Anche se è più comunemente noto come "pu'er cotto", il processo in realtà non utilizza la cottura per imitare il processo di invecchiamento.  L'espressione può derivare a causa della traduzione imprecisa del doppio significato di "Shu" (熟) che significa sia "completamente cotto" che "piena maturazione". Il processo utilizzato per convertire il máochá in pu'er stagionato è un'invenzione recente che manipola le condizioni per approssimare il risultato del processo di invecchiamento da fermentazione batterica e fungina in un ambiente caldo e umido, in condizioni controllate, una tecnica chiamata wòdūi (渥堆 ”accatastamento in umido”), che coinvolge accatastatura, umidificazione, e giratura delle foglie di tè in un modo molto simile al compostaggio.
L'accatastatura, l'umidificazione e la miscelazione del máochá accatastato assicura anche la fermentazione.  Le colture batteriche e fungine trovate nei cumuli di fermentazione variano notevolmente da fabbrica a fabbrica per tutto lo Yunnan, costituite da più ceppi di Aspergillus spp., Penicillium spp., lieviti, così come un'ampia gamma di altra microflora. Il controllo sulle molte variabili nel processo di stagionatura, in particolare l'umidità e la crescita dell'Aspergillus spp., è la chiave della produzione di pu'er stagionato di alta qualità. Uno scarso controllo nel processo di fermentazione / ossidazione può causare una cattiva stagionatura del pu'er, caratterizzata da foglie decomposte male, un aroma e una consistenza che ricordano il concime. Il processo di stagionatura avviene in genere da sei mesi ad un anno dopo che è iniziato.  In quanto tale, un Pu'er stagionato prodotto nei primi mesi del 2004 sarà pressato l'inverno del 2004/2005, e apparirà sul mercato tra la fine del 2005 o all'inizio del 2006.
Questo processo è stato sviluppato nel 1972 da Tea Factory Menghai e Kunming Tea Factory per imitare il sapore e il colore di un Pu'er crudo invecchiato. Questa tecnica era un adattamento della tecnica di "conservazione in umido" che veniva utilizzata dai mercanti per falsificare l'età dei loro tè. La produzione di massa di pu'er stagionato è iniziata nel 1975. Può essere consumato senza ulteriore invecchiamento, ma può anche essere conservato sotto vuoto per mantenere alcuni dei sapori ed aromi più gustosi acquisiti durante la fermentazione.  Il tè è spesso compresso, ma è comune anche in forma sciolta. Alcuni collezionisti di pu'er credono che il pu'er stagionato non debba essere invecchiato per più di un decennio.

### Pressatura

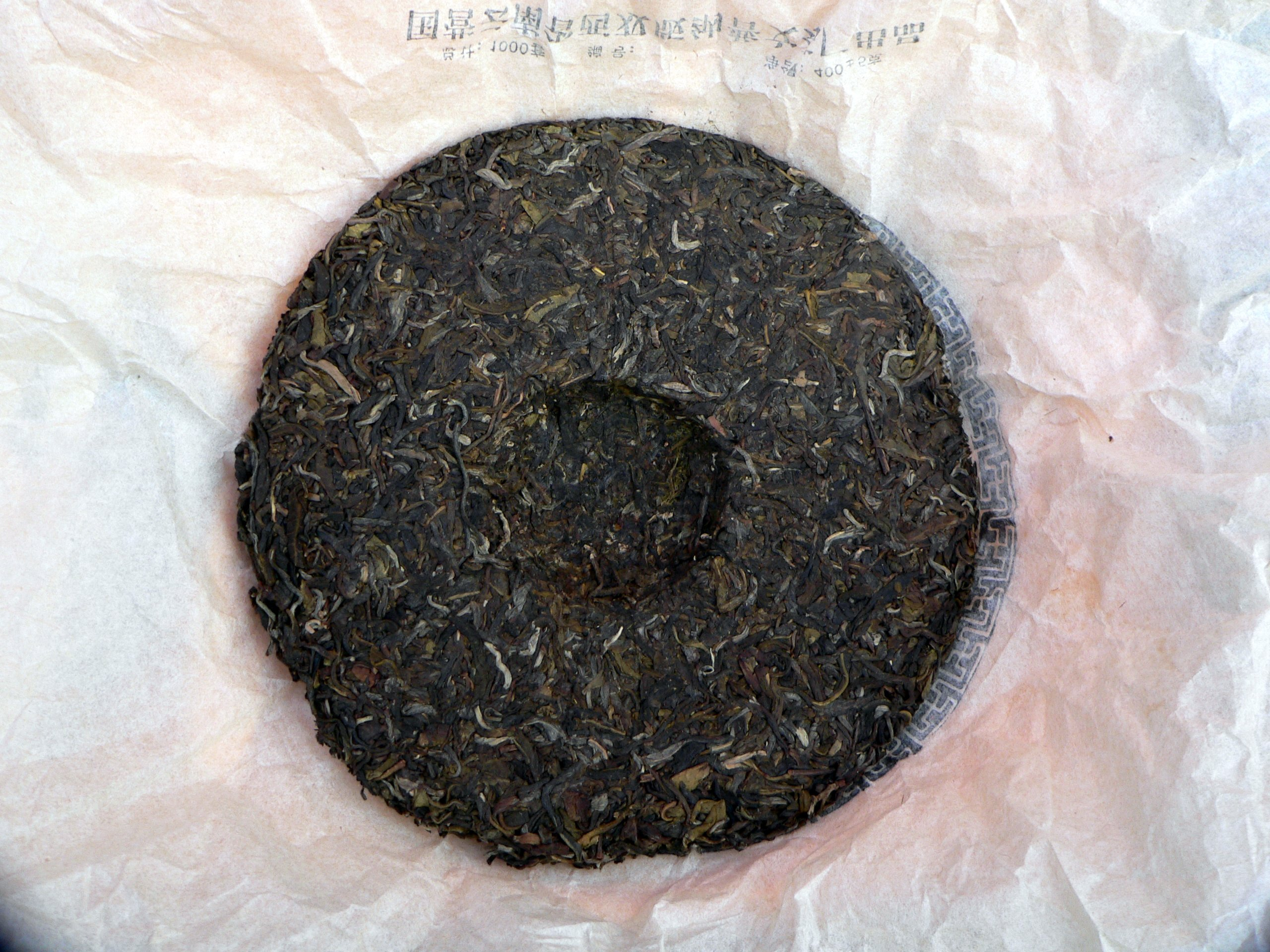
Un disco di Pu'er pressato a mano rivela la fossetta vuota nella sua parte posteriore e il bordo irregolare.

Per produrre il pu'er sono necessari molti passi supplementari prima dell'effettiva pressatura del tè. In primo luogo, viene pesata una determinata quantità di máochá secca o foglie di tè stagionato relativa al peso finale del bingcha. Il tè essiccato è quindi leggermente cotto al vapore in barattoli forati per ammorbidirlo e renderlo più appiccicoso. Ciò permetterà di tenerlo insieme e non sbriciolarlo durante la compressione. Un biglietto, chiamato "Nei Fei" (内飞) o ulteriori ornamenti, come nastri colorati, sono attaccati sopra o messi in mezzo alle foglie che sono poi rovesciate in un sacchetto di stoffa o avvolte in un panno.  Il sacchetto di tè viene raccolto all'interno del sacchetto di stoffa e strizzato in una palla, con il panno extra legato o avvolto intorno. Questa crocchia o nodo è quello che produce il rientro a fossetta sul rovescio di una torta di tè quando viene premuto.  A seconda della forma di pu'er prodotta, può essere utilizzato o meno un sacchetto di cotone. Per esempio, le forme di tè a mattonella e quadrato spesso vengono compressi senza utilizzare sacchetti.
A seconda del prodotto desiderato e della velocità, dal più veloce e più stretto al più lento e più largo, la pressione può essere effettuata mediante:
- Una pressa idraulica, che costringe il tè in una forma di metallo che a volte è decorata con un motivo in rilievo.  Grazie alla sua efficienza, questo metodo è comunemente usato per fare tutte le forme di Pu'er pressato. Il tè può essere pressato nella pressa avvolto o no in sacchi, in quest'ultimo caso si utilizza uno stampo in metallo.  I tè Pu'er bing fortemente compressi, formati direttamente in uno stampo senza sacco sono conosciuti come tiěbǐng (铁饼, letteralmente "torta di ferro") a causa della loro densità e durezza. Si ritiene che il gusto dei Pu'er crudi compressi fortemente possa trarre beneficio da un attento invecchiamento, fino a diversi decenni.
- Una pressa a leva, azionata a mano per pressature compatte, è stata in gran parte sostituita dalla pressa idraulica moderna.
- Una pesante pietra di grandi dimensioni, a forma di cilindro corto con un manico scavato, preme su un solo sacchetto di tè alla volta, posto su una tavola di legno.  La tensione del sacchetto insieme al peso della pietra conferiscono al tè il suo bordo arrotondato e qualche volta non uniforme.  A causa del lavoro manuale in questione, questo metodo di pressatura è spesso definito come: "a mano" o " pressatura a pietra" ed è il modo in cui sono sempre stati fabbricati molti Pu'er bing artigianali.

Il pu'er pressato viene rimosso dal sacchetto di stoffa e collocato su scaffalature a grata per l'essiccatura all'aria, che a seconda dell'umidità delle torte pressate può richiedere diverse settimane o mesi. Le torte di pu'er sono poi individualmente avvolte a mano e confezionate in unità maggiori per il commercio.

## Classificazione
A parte le annate migliori, i tè Pu'er possono essere classificati in diversi modi: per forma, metodo di lavorazione, regione di provenienza, coltivazione, grado, e stagione.

### Forma
Il Pu'er viene compresso in varie di forme. Tra le forme che si vedono meno ci sono: “pagode melone” accatastati, pilastri, zucche, 元宝 yuánbǎo (antico lingotto d’oro), e piccole mattonelle (2–5 cm di larghezza). Il Pu'er è anche compresso nei steli cavi di bambù o confezionato e legato in una palla dentro la buccia di vari agrumi.
| Immagine | Nome comune           | Caratteri cinesi | Caratteri cinesi | Pinyin   | Descrizione |
| Immagine | Nome comune           | S                | T                | Pinyin   | Descrizione |
| -------- | --------------------- | ---------------- | ---------------- | -------- | --- |
|          | Torta o disco         | 饼茶             | 餅茶             | Bǐngchá  | Tè tondo, piatto o a disco. Le grandezze vanno da 100 g a 5 kg o più, i più comuni sono da 357 g, 400 g e 500 g. Il formato varia da piccolo quanto 100g a grande come 5 kg o più, di 357g, 400g e 500g di essere il più comune. A seconda del metodo di pressatura, il bordo del disco può essere rotondo o perpendicolare. Conosciuto anche come Qīzí bǐngchá (七子饼茶, letteralmente "Sette torte di tè") perché sette dischi erano impacchettati insieme per il trasporto e la vendita.                                                                                  |
|          | Ciotola o nido        | 沱茶             | 沱茶             | Tuóchá   | Un tè a forma di pomo con dimensioni che vanno da 3 g a 3 kg o più, con 100 g, 250 g, 500 g i pesi più comuni. Si crede che il nome tuocha derivi dalla forma tonda del tè pressato o dalla vecchia via d’acqua del fiume Tuojiang usata per il trasporto e il commercio del tè. Nei tempi antichi le forme di tuocha venivano forate al centro per farci passare una corda che ne facilitava il trasporto. |
|          | Mattonella            | 砖茶             | 磚茶             | Zhuānchá | Un blocco di tè rettangolare e spesso, di solito da 100 g, 250 g, 500 g, 1000 g. La mattonella zhuancha è la forma tradizionale che è stata utilizzata per la facilità di trasporto con carovane a cavallo lungo l’antica via del tè. |
|          | Quadrato              | 方茶             | 方茶             | Fāngchá  | Un quadrato piatto di tè, di solito nei formati 100 g e 200 g. Spesso contiene parole impresse. Essi contengono spesso parole che vengono pressati in piazza. |
|          | Fungo                 | 紧茶             | 緊茶             | Jǐnchá   | Letteralmente significa "tè stretto", il tè è di forma molto simile al túocha, ma con un fusto piuttosto che un convesso cavo. Questo fa sì che la forma sia simile a un fungo. Il tè Pu'er di questa forma è prodotto generalmente per il consumo tibetano e normalmente è da 250 g o da 300 g. |
|          | Melone o melone d'oro | 金瓜             | 金瓜             | Jīnguā   | Una forma simile a tuóchá, ma di maggiori dimensioni, con un corpo molto più spesso decorato con "strisce" tipo zucca. Questa forma è stata creata per il famoso "tè omaggio" (贡茶) espressamente per gli imperatori della dinastia Qing con le migliori foglie di tè delle Montagne di Yiwu. Gli esemplari più grandi di questa forma sono a volte chiamati "Teste umane di tè" (人头 茶) dovuto in parte alla sua dimensione e forma, così come il fatto che in passato veniva spesso presentato in tribunale in una maniera simile a teste mozzate di nemici o criminali. |

### Metodo di lavorazione e ossidazione

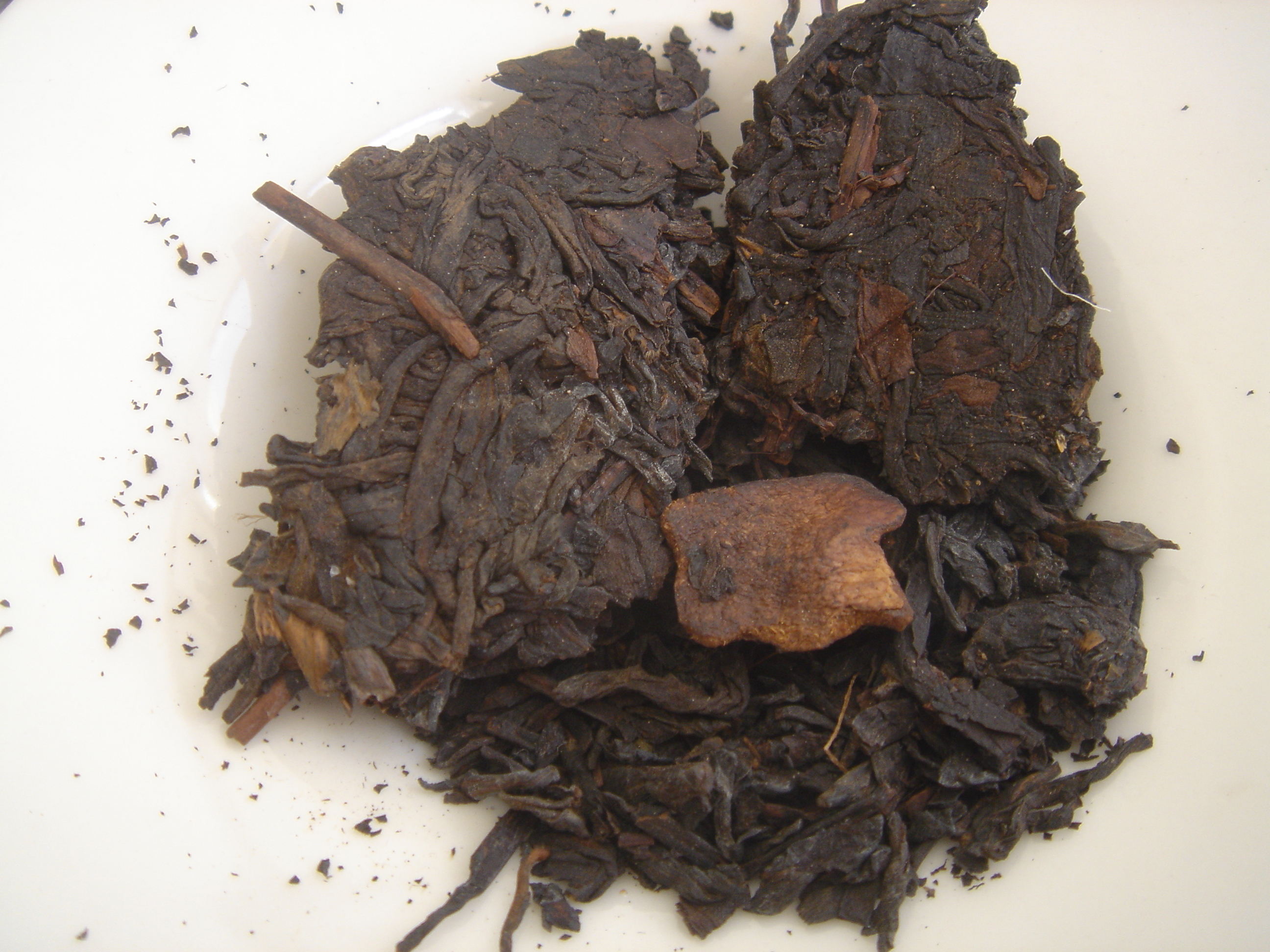
Parte di torta di un "Verde/crudo" Guang yun (廣雲貢餅). Notare che l'invecchiamento ha virato le foglie verdi in un colore nero brunito

Anche se i tè Pu'er sono spesso collettivamente classificati nei mercati di tè occidentali e in Asia orientale come tè postfermentati o tè neri rispettivamente, i tè Pu'er in realtà possono essere posizionati in tre tipi di metodi di lavorazione, vale a dire: tè verde, tè fermentato e tè post-fermentato.
I Pu'er possono essere tè verdi se risultano leggermente trattati prima di essere pressati in torte. Tale pu'er è indicato come maocha se non pressato e come " pu'er verde / crudo" se pressato. Anche se non sempre gradevoli, sono relativamente a buon mercato e sono noti per invecchiare bene per un massimo di 20 o 30 anni. Il Pu'er può essere anche un tè fermentato se ha subìto una lenta fermentazione con microbi per un massimo di un anno. Questo pu'er viene indicato come "pu'er maturo / cotto", e ha un sapore morbido e facilmente bevibile.  I pu'er invecchiati sono tè postfermentati. Se il tè invecchiato proviene dal pu'er verde, il tè sarà dolce nel gusto, ma comunque pulito nel sapore.
Secondo il processo di produzione, sono comunemente disponibili sul mercato, quattro tipi principali di pu'er:
- Maocha: foglie di Pu'er verde che sono vendute in forma sciolta.  La materia prima per la fabbricazione dei Pu'er pressati. Da un maocha lavorato scorrettamente si tradurrà in un Pu'er inferiore.
- Pu’er verde / crudo: maocha pressato che non ha subito ulteriori lavorazioni. La qualità del pu’er verde è molto ricercata dai collezionisti.
- Pu’er stagionato/cotto: maocha pressato che ha subito la fermentazione nel processo di stagionatura per più di un anno. Un maocha non fermentato in modo corretto produrrà un tè fangoso con sapore di pesce in agrodolce indicativo di un Pu’er di età inferiore.
- Pu’er invecchiato/crudo: un tè che ha subìto una lenta ossidazione secondaria e un certo grado di fermentazione microbica. Sebbene tutti i tipi di Pu'er possono essere invecchiati, di solito sono i Pu'er crudi pressati che sono i più apprezzati, in quanto sia il maocha invecchiato che il Pu'er stagionato mancano di un gusto “pulito” e “assertivo”.

### Regioni di produzione

#### Yunnan
La provincia dello Yunnan produce la stragrande maggioranza del tè Pu'er.  Infatti, il nome del tè proviene da quello della provincia, provincia autonoma di Pu'er Hani e Yi. Il Pu'er è prodotto in quasi tutte le contee e prefetture della provincia, ma le zone più famose per il Pu'er sono conosciute come le Sei Famose Montagne del tè (cinese: 六大茶山; pinyin: Liù dà chá shān).

##### Le sei famose montagne del tè
Le sei famose montagne del tè sono un gruppo di montagne nello Xishuangbanna che sono rinomate per i loro climi e ambienti, che non solo forniscono ottime condizioni di crescita per il pu'er, ma anche per produrre un unico profilo di gusto (simile al terroir nel vino) nei tè pu’er prodotti.  Nel corso della storia, le montagne indicate come “montagne del tè” o sono state modificate o elencate in modo diverso.
Nei documenti ufficiali della dinastia Qing per la prefettura di Pu'er (普洱府志 prefettura di Pu’er), si diceva che le più antiche montagne designate storicamente erano nominate secondo i sei oggetti commemorativi che furono lasciati sulle montagne da Zhuge Liang, e utilizzando i caratteri cinesi del lingua madre della regione.  Questi monti si trovano tutti a nord-est del Fiume Lancang (Mekong), tutti fra loro vicini. I nomi delle montagne, nei caratteri cinesi semplificati sono:
1. Gédēng Shān (革登山), oggetto lasciato: “staffa di cuoio” (马蹬, pinyin: mǎdèng, italiano: staffa)
2. Mànsǎ Shān (慢撒山), oggetto lasciato: “sacchetto di semi” (撒袋, pinyin: sǎdài)
3. Mǎngzhī Shān (莽枝山), oggetto lasciato: “calderone di rame” (铜鉧, pinyin: tóngmǔ)[10]
4. Mánzhuān Shān (蛮砖山), oggetto lasciato: “mattone di ferro” (铁砖, pinyin: tiězhuān)
5. Yǐbāng Shān (倚邦山), oggetto lasciato “batacchio di legno” (木梆, pinyin: mùbāng)
6. Yōulè Shān (攸乐山), oggetto lasciato “gong di rame” (铜锣, pinyin: tóngluó)

Anche a sud-ovest del fiume da tempi antichi ci sono sei famosi monti del tè che sono meno conosciuti a causa del loro isolamento dal fiume. Essi sono:
1. Měngsòng Shān  (勐宋山)
2. Měnghǎi Shān  (勐海山)
3. Jǐngmài Shān  (景迈山)
4. Nánnuò Shān  (南糯山): qui cresce una varietà di tè chiamato zĭjuān (紫娟, letter. "graziosa viola"), le cui gemme e boccioli hanno una tonalità viola.
5. Bādá Shān  (巴达山)
6. Yōulè Shān  (攸乐山)

Per vari motivi, entro la fine della dinastia Qing o l'inizio del periodo della Repubblica Popolare Cinese, la produzione del tè in queste montagne è scesa drasticamente, a causa di incendi boschivi di grandi dimensioni, la sovra raccolta, proibitive imposte imperiali o la trascuratezza generale.  [21 ] Per rivitalizzare la produzione del tè nella zona, il governo cinese nel 1962 ha selezionato un nuovo gruppo di sei famose montagne del tè che sono state nominate in base ai tè più importanti che vi si producevano al momento, includendo la montagna Youle dalle sei originali.

##### Altre zone dello Yunnan
Anche molte altre aree dello Yunnan producono tè Pu'er.  Le prefetture dello Yunnan che sono grandi produttori di pu'er comprendono Lincang, Dehong, Simao, Xishuangbanna, e Wenshan. Altre famose montagne del tè in Yunnan includono, fra le altre:
- Bāngwēi Shān  (邦崴山)
- Bānzhāng (班章): un villaggio di etnia Hani nelle montagne Bulang, noto per la produzione di tè complessi e potenti, amari con un retrogusto dolce.
- Yìwǔ Shān  (易武山): forse la montagna del tè più popolare tra i collezionisti.
- Wuliang Shān:
- Ailuo Shān:
- Jinggu Shān:
- Baoshan Shān:
- Yushou Shān:

La regione è solo un elemento di valutazione di un tè Pu'er, e i pu'er dalle regioni dello Yunnan è apprezzato come proveniente da una delle sei famose montagne del tè se risponde anche ad altri criteri, come ad esempio la crescita selvatica o se lavorati a mano.

#### Altre province
Benché lo Yunnan produca la maggior parte dei pu'er, anche altre regioni della Cina, tra cui Hunan e Guangdong, hanno prodotto questo tipo di tè. Il Guangyun Gong a disco,  per esempio, anche se le prime produzioni erano composte di puro máochá dello Yunnan,  dopo il 1960 i dischi erano caratterizzati da una miscela di Yunnan e máochá Guangdong, e la recente produzione di questi dischi è composta prevalentemente da quest'ultimo. Alla fine del 2008, il governo cinese ha approvato una norma che dichiara il tè Puer come un "prodotto a indicazione geografica", che limiterebbe la denominazione di tè Puer, a quello prodotto in regioni specifiche della provincia dello Yunnan.  La norma è stata contestata, in particolare da parte dei produttori di Guangdong.

#### Altre nazioni
Oltre alla Cina, anche le nazioni di confine dello Yunnan Vietnam, Laos e Birmania sono conosciute per la produzione di tè Pu'er, ma solo una minima parte di questo fa la sua strada verso il mercato cinese o internazionale.

### Coltivazione
Nella classificazione del tè Pu'er, altrettanto importante o forse anche più della regione o perfino del grado, è il metodo di coltivazione. Il tè Pu'er può provenire da tre differenti metodi di coltivazione:
- Piantagione a cespugli (guànmù, 灌木 cespuglio; Taidi, 台地 altipiano): piante di tè coltivato da semi o talee di alberi selvatici di tè e piantate in quote relativamente basse e in terreno pianeggiante. Il tè prodotto da queste piante sono considerati inferiori a causa dell'uso di pesticidi e concimi chimici, per la mancanza di sapori piacevoli, e la presenza di amarezza sgradevole nel tè.
- ”Alberi selvaggi” (yěfàng 野放, lasciare selvaggio): La maggior parte dei produttori sostengono che il loro pu'er proviene da alberi selvatici, ma la maggior parte delle foglie vengono da vecchie piantagioni che venivano coltivate nelle generazioni precedenti, che sono diventate selvatiche a causa della mancanza di cure. Questi alberi producono tè di sapore migliore a causa degli alti livelli del metabolita secondario prodotto nell'albero del tè. Inoltre, gli alberi sono in genere curati per l'utilizzo di pratiche che comprendono la potatura programmata degli alberi in un modo simile alla capitozzatura. Malgrado la buona qualità dei loro tè prodotti, gli "Alberi selvaggi" non sono così pregiati come gli alberi veramente selvatici.
- Alberi selvatici (gŭshù, 古树 alberi secolari, letteralmente "vecchio albero"): tè da vecchi alberi selvatici, cresciuti senza l'intervento umano, sono i tè pu'er più preziosi. Questi tè sono apprezzati per avere sapori più profondi e complessi, spesso con note di canfora o menta, che si dice essere dati dai tanti alberi di canfora che crescono nello stesso ambiente degli alberi selvatici di tè. Il tè Pu'er giovane crudo ottenuto dalle punte delle foglie di questi alberi manca di astringenza e amarezza spesso attribuite ai tè Pu'er giovani.

Determinare se un tè è o non è selvatico è un compito impegnativo, reso più difficile dalla terminologia incoerente e poco chiara per l'etichettatura in lingua cinese. Termini come yěshēng (野生; letteralmente "selvatico" o "incolto"), qiáomù (乔木; letteralmente "albero alto"), yěshēng qiáomù (野生乔木; letteralmente "alberi incolti"), e gǔshù si trovano sulle etichette dei dischi di selvatici e "alberi selvaggi", e sui dischi misti, che contengono le foglie di piante di tè di varie coltivazioni. Queste etichette incoerenti e spesso ingannevoli possono facilmente confondere gli acquirenti di tè non iniziati, indipendentemente dalla loro padronanza della lingua cinese. Inoltre, la mancanza di informazioni specifiche sulle fonti delle foglie di tè negli incarti stampati e gli identificatori allegati con i dischi di pu'er rendono l'identificazione del tè un compito difficile. Le riviste di Pu'er e simili guide annuali come The Profound World of Chi Tse, Pu-erh Yearbook e Pu-erh Teapot Magazine contengono fonti attendibili per le informazioni sulle foglie. Le fabbriche di tè sono generalmente oneste circa le fonti delle loro foglie, ma qualcuno che non abbia accesso alla fabbrica di tè o ad altre informazioni è spesso alla mercé di intermediari o di venditori senza scrupoli. Molti appassionati di tè pu'er cercano di mantenere rapporti con i fornitori sui quali sentono di poter contare per contribuire a mitigare il problema di trovare la “verità” sulle foglie.
Purtroppo, anche nel migliore dei casi, quando un giornale, le informazioni dalla fabbrica e il venditore affidabile sono tutti d'accordo ad assicurare che un tè sia veramente di foglia selvatica, i falsi riempiono il mercato e rendono il problema ancora più complicato. Dato che i collezionisti spesso dubitano dell'affidabilità delle informazioni scritte, alcuni credono che alcuni aspetti fisici della foglia possano indicare il tipo della sua coltivazione. Ad esempio, i bevitori citano le prove di un albero veramente vecchio e selvatico in un sapore di mentolo ("canfora" nella terminologia specialistica del tè) presumibilmente causato da alberi di canfora che crescono tra gli alberi di tè selvatico nelle foreste di tè dello Yunnan. Inoltre, la presenza di vene spesse e bordo a denti di sega sulle foglie insieme con sapore di canfora sono presi come prova di tè selvatico.

### Grado
Il Pu'er può essere ordinato in 10 o più gradi. In genere, i gradi sono determinati dalla grandezza e qualità delle foglie, con un alto numero di grado si intende che le foglie sono più tenere, più grandi, rotte o meno. La classificazione è raramente costante tra le fabbriche, con foglie di tè di primo grado non necessariamente si producono torte di primo grado. Gradi diversi hanno gusti diversi e molte mattonelle presentano una miscela di parecchi gradi scelta per bilanciare i sapori e la forza.

### Stagione
Anche la stagione del raccolto svolge un ruolo importante nel sapore del Pu'er. Il tè di primavera è il più apprezzato, seguito dal tè d'autunno e, infine, il tè d'estate. Solo raramente il Pu'er è prodotto nei mesi invernali, e spesso questo è quello che viene chiamato tè "all'inizio della primavera". Il tè, come raccolta e produzione, segue il modello del tempo piuttosto che rigide linee guida mensile.

## Fabbriche di tè
Le fabbriche sono generalmente responsabili della produzione di tè Pu'er. Mentre alcuni individui sorvegliano piccole produzioni di fascia alta, come i marchi Xizihao e Yanqinghao, la maggior parte del tè sul mercato è pressato da fabbriche o gruppi. Fino a poco tempo, le fabbriche erano tutte di proprietà dello Stato e sotto la supervisione della "China National Native Produce & Animal Byproducts Import & Export Company" (CNNP), unnan Branch. Kunming Tea Factory, Menghai Tea Factory, Pu'er Tea Factory e Xiaguan Tea Factory sono le più importanti di queste fabbriche di proprietà statale. Mentre la CNNP opera ancora oggi, sono poche le fabbriche di proprietà dello Stato, e fuori dei contratti CNNP ci sono molte produzioni in fabbriche di proprietà privata.
Diverse fabbriche di tè hanno ottenuto una buona reputazione. Menghai Tea Factory e Xiaguan Tea Factory, che furono fondate nel 1940, hanno goduto di buona reputazione, ma queste fabbriche affrontano ora la concorrenza di molte emergenti fabbriche private. Ad esempio, Haiwan Tea Factory, fondata dall'ex proprietario della fabbrica Menghai Zhou Bing Liang nel 1999, gode di una buona reputazione, così come Changtai Tea Group, Mengku Tea Company, e altri nuovi produttori di tè che si formano negli anni Novanta. Tuttavia, a causa di incongruenze di produzione e di variazioni delle tecniche di lavorazione, la reputazione di una società o fabbrica di tè può variare a seconda dell'anno o di specifici dischi di tè prodotti durante l'anno. La fabbrica che produce è spesso il primo o il secondo elemento elencato quando fa riferimento a un disco di pu'er, l'altro è l'anno di produzione.

## Etichettatura

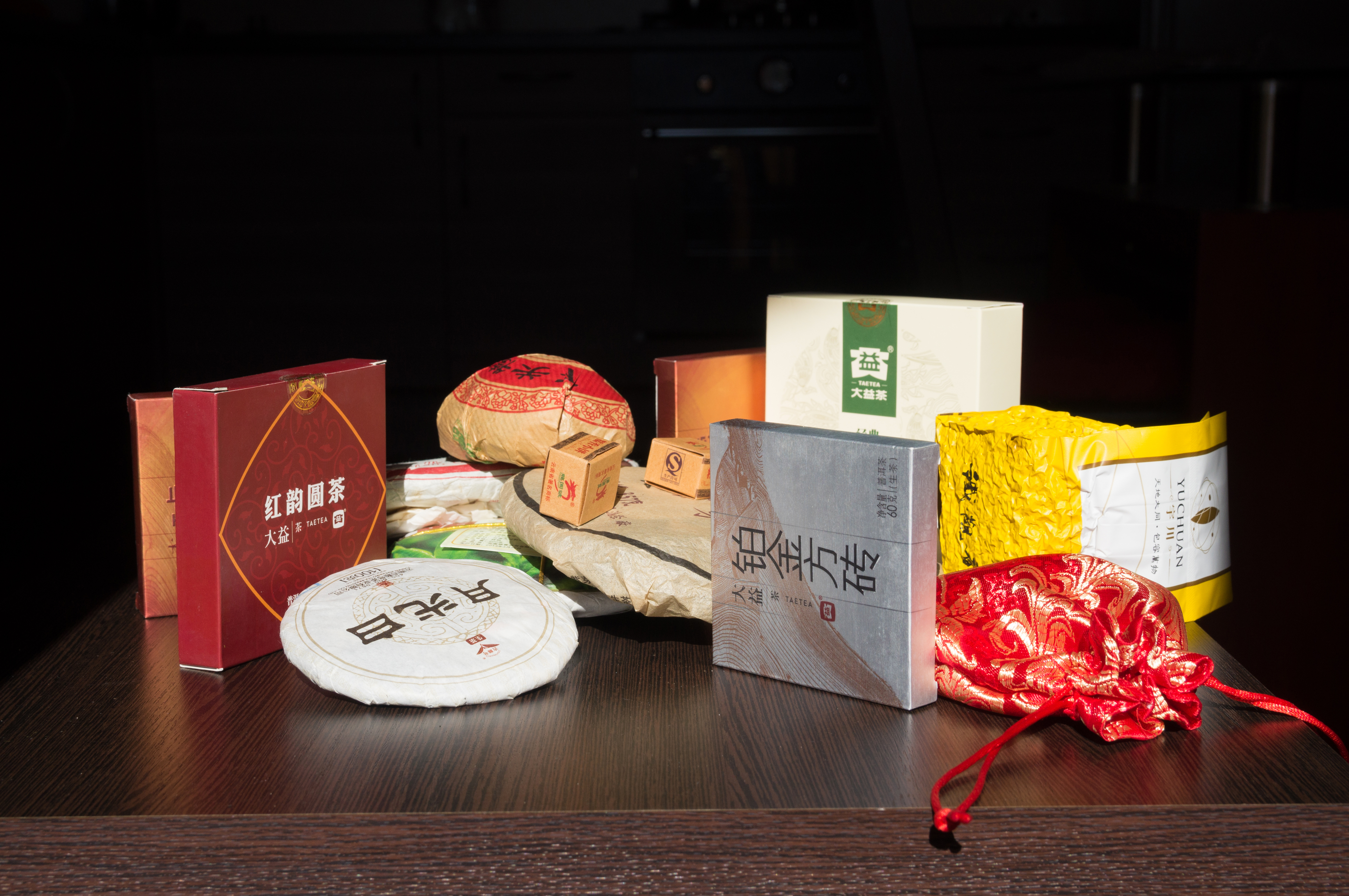
Pu'er, Menghai Tea Factory, Xiaguan Tea Factory

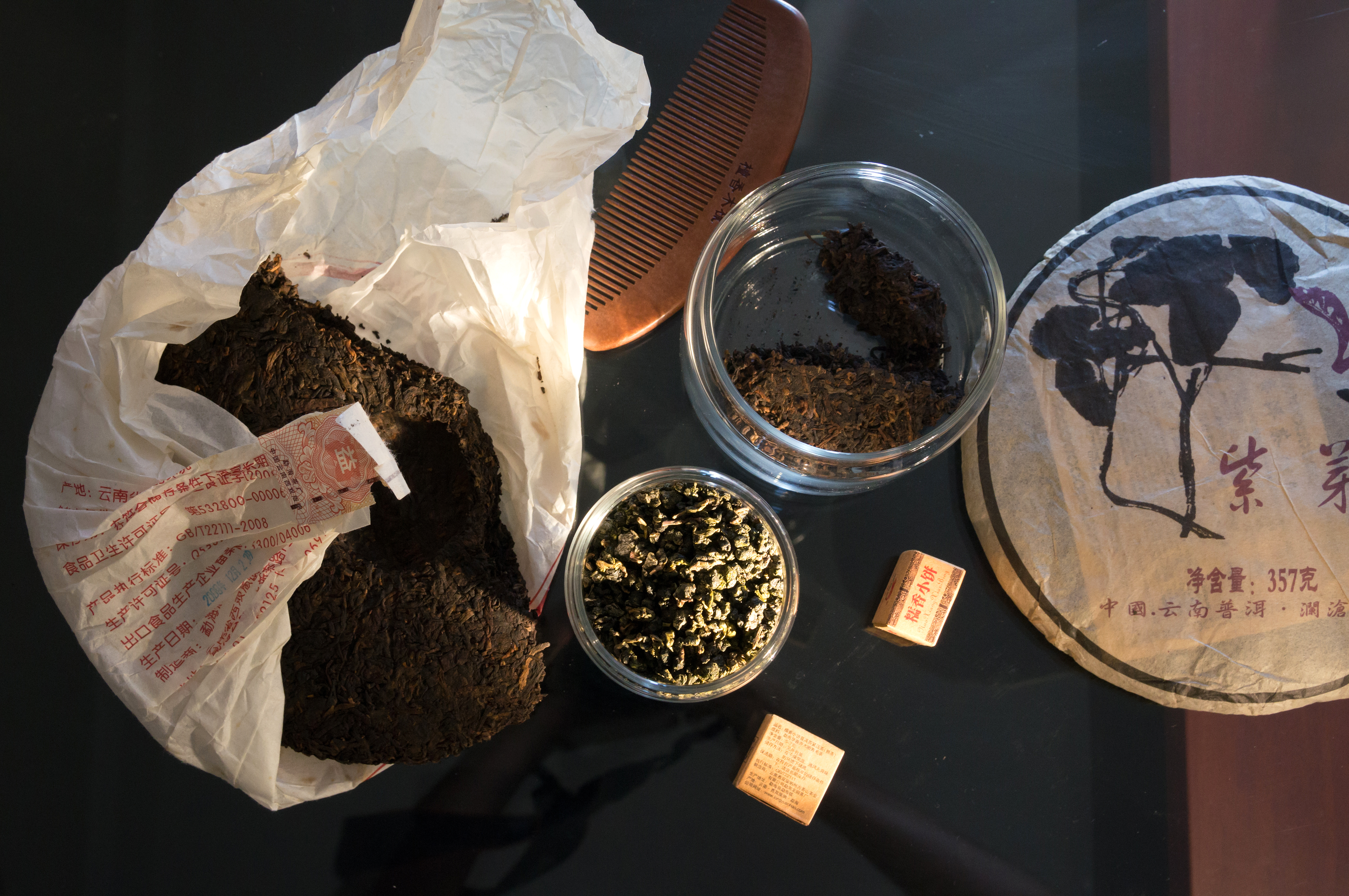
Pu'er, Yunnan

Le fabbriche di tè, in particolare le ex fabbriche di proprietà del governo, producono molti dischi da loro proprie miscele di tè, indicate da un numero di etichetta. Il numero di etichetta si compone di quattro cifre. Le prime due cifre indicano l'anno in cui la miscela è stata prodotta per la prima volta, la terza cifra il grado delle foglie usate nella miscela, e l'ultima cifra rappresenta la fabbrica. Il numero 7542, per esempio, indicherebbe una miscela del 1975 con foglia di tè di quarto grado prodotta dalla Menghai Tea Factory (rappresentata dal ‘'2’'). Ci sono anche quelli che credono che il terzo numero indica una miscela per un particolare anno di produzione.
- Numero di fabbrica (quarta cifra nell'etichetta):
  1. Kunming Tea Factory
  2. Menghai Tea Factory
  3. Xiaguan Tea Factory
  4. Lan Cang Tea Factory[12]
  5. Pu'er Tea Factory (ora Pu'er Tea group Co.Ltd)
  6. Six Famous Tea Mountain Factory
  7. sconosciuto / non specificato
  8. Haiwan Tea Factory e Long Sheng Tea Factory

Tutte le forme di tè possono essere prodotte da ricette numerate. Non tutte le ricette sono numerate, e non tutti i dischi sono prodotti da ricette. Il termine "ricetta", che dovrebbe essere aggiunta, non sempre è indice di coerenza, come la qualità di alcune ricette cambia di anno in anno, così come il contenuto del disco. Forse solo le fabbriche che producono le ricette sanno realmente ciò che le rende abbastanza coerenti da etichettarle con questi numeri.
Occasionalmente, un codice a tre cifre è unito al numero ricetta da un trattino. La prima cifra di questo codice è l'anno di produzione del disco e gli altri due numeri indicano il numero di produzione nell'anno. Per esempio, la sequenza numerica 8653-602, indicherebbe la seconda produzione nel 2006 della ricetta 8653. Alcune produzioni di dischi sono valutate rispetto ad altre perché il numero di produzione può indicare se un tè è stato prodotto prima o dopo in una stagione o in un anno. Questa informazione permette di essere in grado di individuare i dischi prodotti con una partita migliore di ‘'máochá'’.

## Confezionamento del tè
Il tè Pu'er è appositamente confezionato per il commercio, l'identificazione e la conservazione. Queste caratteristiche vengono utilizzate dai bevitori di tè e dai collezionisti per determinarne l'autenticità.

### Dischi singoli
I dischi di tè Pu'er, o bĭngchá, sono quasi sempre venduti con:
- Involucro: Composto in genere da un panno di cotone sottile o di carta di cotone e mostra la società / fabbrica di tè, l'anno di produzione, la regione di montagna del raccolto, il tipo di impianto e il numero di ricetta. L'involucro può contenere anche decalcomanie, loghi e grafica. Di tanto in tanto, potrà essere utilizzato più di un involucro per avvolgere un disco di Pu'er.

- Nei Fei (内飞 o 內飛): Un piccolo biglietto originariamente fissato sul disco di tè, ma ora di solito inglobato nel disco durante la pressatura. Di solito è usato come prova, o un segno possibile, dell'autenticità del tè. I dischi di Pu'er superiore hanno più di un ‘'neifei'’ inglobato. Il biglietto di solito indica la fabbrica di tè e la marca.

- Nei Piao (内票): Un biglietto descrittivo più grande o volantino inserito sciolto sotto l'involucro. Entrambi aiutano nel garantire l'identità del disco di Pu'er. Indica in genere il marchio di fabbrica. Inoltre, molti nei piao contengono una sintesi della storia delle fabbriche di tè ed eventuali dichiarazioni aggiuntive elogiative sul tè, del suo gusto e rarità, della sua capacità di curare le malattie e gli effetti sulla perdita di peso.

- Bĭng: Il disco di tè stesso. I dischi di tè o altre forme di pu'er compresso possono essere costituiti da due o più tipi di tè, di solito con foglie di grado più alto sulla parte esterna del disco e di qualità inferiore o foglie spezzate al centro. Questo viene fatto per migliorare l'aspetto del disco di tè e migliorarne così la sua vendita. Predire il grado di tè utilizzato nell'interno richiede un certo sforzo ed esperienza nella selezione. Tuttavia, l'area dentro e intorno alla fossetta del disco di tè a volte può rivelare la qualità delle foglie interne.

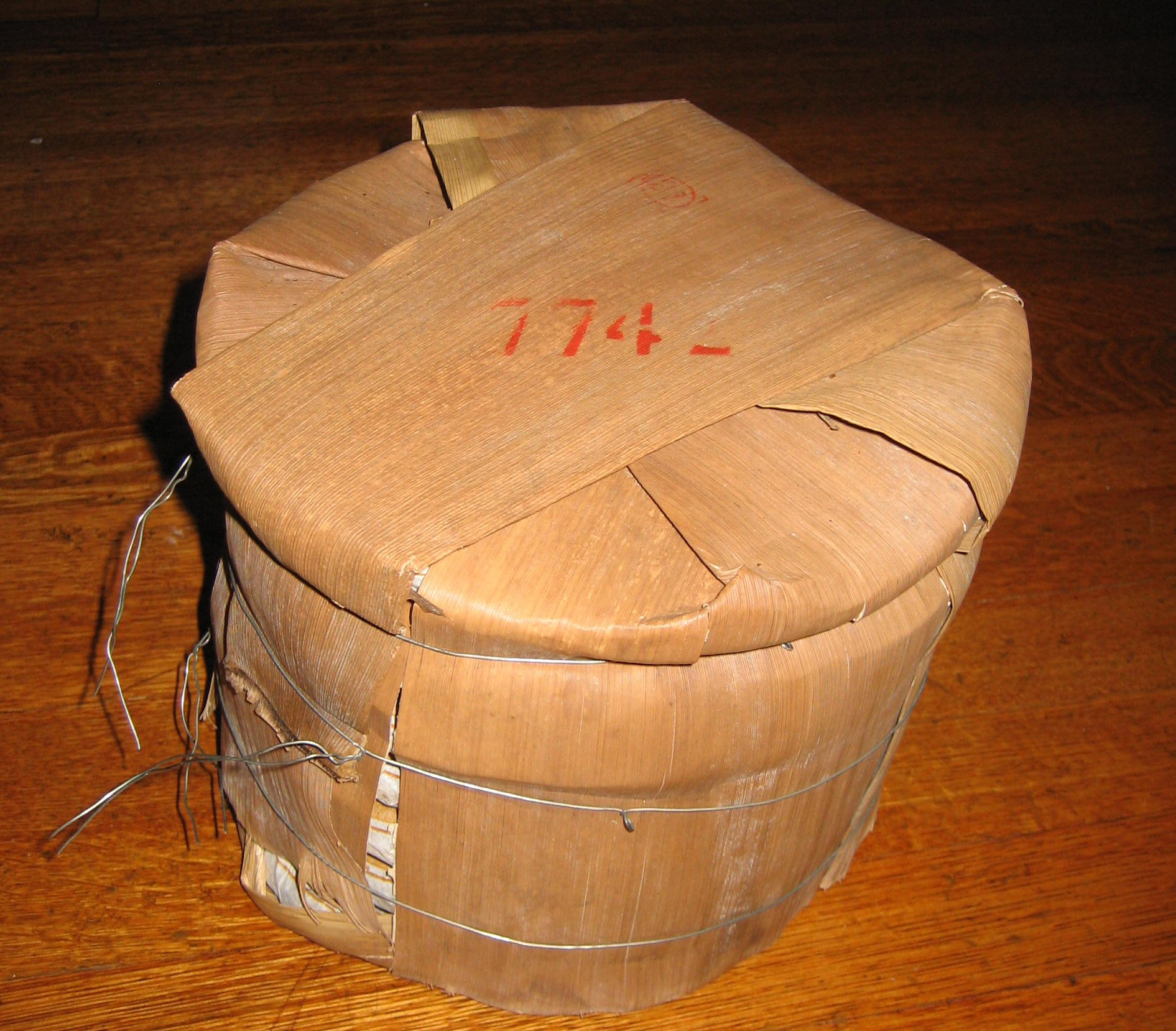
Un tŏng con ricetta 7742, i dischi di tè sono impacchettati in guscio di germoglio di bambù.

Recentemente i nei fei sono diventati sempre più importanti per identificare e prevenire le contraffazioni. La Menghai Tea Factory, in particolare, ha iniziato a microstampare e goffrare i biglietti, nel tentativo di frenare la crescita di tè contraffatti trovati sul mercato alla fine degli anni ‘90 e nei primi anni 2000. Alcuni nei fei includono anche l'anno di raccolta e sono specifici di una certa produzione per aiutare a identificare il disco e prevenire la contraffazione attraverso un eccesso di etichette di marca diversa.

### Vendita all'ingrosso
Se acquistato in grandi quantità, il tè Pu'er viene generalmente venduto in pile, indicate come tŏng (筒: oggetto a forma di tubo), che vengono avvolte in gusci di germoglio di bambù, gambo di bambù o carta ruvida. Alcuni tŏng di pu'er d'annata conterranno un tŏng piào (筒票), o biglietto del tŏng, ma è meno comune trovarne in produzioni dopo l'anno 2000. Il numero di bĭngchá in un tŏng varia a seconda del peso dei singoli bĭngchá. Per esempio un tŏng può contenere:
- Sette bĭngchá da 357g - 500g,
- Cinque mini bĭngchá da 250g,
- Dieci mini bĭngchá da 100g.

Dodici tŏng sono chiamati uno jiàn (件), anche se alcuni produttori o fabbriche variano il numero dei tŏng che equivalgono a uno jiàn. Un jian di tè, che è legato insieme in un cesto di bambù, di solito avrà una grossa etichetta di lotto (大票; pinyin: dàpiào, grande biglietto) apposta al suo fianco che darà informazioni quali: il numero di lotto del tè in una certa stagione, la quantità della produzione, il tipo di tè e la fabbrica dove è stato prodotto.

## Invecchiamento e conservazione
Il tè Pu'er di tutte le varietà, forme e colture può essere invecchiato per migliorare il suo sapore, ma le proprietà fisiche del tè influiranno sulla velocità di invecchiamento e sulla qualità. Queste proprietà includono:
- Qualità della foglia: Il fattore più importante, probabilmente, è la qualità della foglia. Un Maocha che è stato indebitamente trasformato non invecchierà al livello di raffinatezza di un maocha opportunamente trattato. Il grado e la coltivazione della foglia incidono notevolmente sulla qualità e quindi sull’invecchiamento.
- Pressatura: più strettamente un tè è compresso, più lento sarà l'invecchiamento. A questo proposito, i pu’er pressati a mano e pietra invecchieranno più rapidamente dei più compatti pu'er prodotti con la pressa idraulica.
- Forma e dimensioni: più grande è la superficie, più veloce sarà l’invecchiamento del tè. Bingcha e quindi zhuancha invecchieranno più rapidamente dei melone d'oro, tuocha, o jincha. I bingcha più grandi invecchiano più lentamente di quelli più piccoli e così via.

Altrettanto importanti per la qualità del tè sono i fattori ambientali di conservazione che possono influenzarne la rapidità e la riuscita dell’invecchiamento. Essi includono:
- Il flusso d'aria: Regola il contenuto di ossigeno che circonda il tè e rimuove gli odori durante l’invecchiamento del tè. L'aria stagnante porterà ad un tè invecchiato di odore stantio. Conservare un tè nella plastica finirà per arrestare il processo di invecchiamento.
- Gli odori: I tè conservati in presenza di forti odori li acquisiranno, a volte, per tutta la durata della loro "vita". Sotto vuoto un tè pu'er può ridurre questi odori anche se spesso non del tutto.
- L’umidità: Più alta è l'umidità, più velocemente il tè invecchierà. L'acqua liquida accumulandosi sul tè può accelerare il processo di invecchiamento, ma può anche causare la crescita di muffe o rendere il sapore del tè meno desiderabile. È consigliato un 60-85% di umidità[13]. Si sostiene che la qualità del tè è compromessa se sottoposto a notevole fluttuazione dei livelli di umidità.
- La luce solare: Il tè esposto alla luce del sole asciuga prima e spesso diventa amaro.
- La temperatura: I tè non devono essere sottoposti ad una temperatura elevata, perché si svilupperanno sapori indesiderati. Tuttavia alle basse temperature, l'invecchiamento del tè pu'er rallenterà drasticamente. Si sostiene che la qualità del tè è compromessa se sottoposto a notevole fluttuazione della temperatura.

Quando conservato come parte di un tong, il materiale dell'involucro del  tong, se è fatto di bucce germoglio di bambù, foglie di bambù o carta spessa, può anche influire sulla qualità del processo di invecchiamento. I metodi di imballaggio modificano i fattori ambientali e possono anche contribuire al sapore del tè stesso. A seguito di quanto detto è opportuno sottolineare che un buon tè Pu'er ben stagionato non è valutato solo per la sua età. Come tutte le cose nella vita, verrà un momento in cui un disco di pu'er raggiungerà il suo picco prima di inciampare in un declino. A causa delle molte ricette e dei diversi metodi di trasformazione utilizzati per la produzione di diversi lotti di Pu'er, l'età ottimale per ogni invecchiamento può variare; per alcuni pu'er possono trascorrere anche 10 anni, mentre per altri 20, 30 o più anni. È importante verificare lo stato di invecchiamento del disco per sapere quando ha raggiunto il picco in modo da dare le cure adeguate per arrestare il processo di invecchiamento.